# Pytanie kwestionariuszowe
Pytanie kwestionariuszowe – w badaniach społecznych wypowiedź w formie pytania lub zadania, sformułowana przez badacza i zapisana w kwestionariuszu badania, stawiana respondentowi w czasie prowadzenia badań. Metodami korzystającymi z pytań kwestionariuszowych są wywiad kwestionariuszowy i ankieta.

## Rodzaje pytań kwestionariuszowych
Pytania kwestionariuszowe można rozróżniać wedle różnych kryteriów, takich jak ich cel, forma czy funkcje jaką pełnią w badaniu. Różnią się również formatem odpowiedzi, jakiej ma udzielić respondent.   

### Cele pytań
Podział pytań kwestionariuszowych ze względu na cel został wprowadzony w latach 50. XX w. przez Stanleya L. Payne'a. Wyróżnił on:  
- pytania wprowadzające – wprowadzają respondenta w tematykę badania i przygotowują go do odpowiedzi na pytania zasadnicze;
- pytania o opinie, których celem jest poznanie opinii (subiektywnego postrzegania pewnych zjawisk) respondenta;
- pytania o fakty, których celem jest pozyskanie informacji na temat określonych zjawisk;
- pytanie o wiedzę respondenta, badające jego kompetencje w określonej dziedzinie;
- pytania o źródła informacji respondenta;
- pytania o motywy, mające ujawnić pobudki działania respondenta;
- pytania o sugestie, mające na celu pozyskanie od respondenta formułowanych przez niego zaleceń czy postulatów;
- pytania sondujące, mające za zadanie poszerzyć zbyt lakoniczną odpowiedź lub zachęcić respondenta do odpowiedzi, gdy się od niej uchyla;
- pytania uzupełniające, mające za zadanie uzyskanie od respondenta dodatkowych odpowiedzi poszerzających te wcześniej uzyskane lub nadające szerszy kontekst pozwalający na interpretację odpowiedzi.

Pytania sondujące i uzupełniające są rodzajem pytań pojawiających się w technice wywiadu kwestionariuszowego, gdy ankieter został przeszkolony i poinstruowany o możliwości rozszerzenia badania poza pytania widniejące w kwestionariuszu.     

### Funkcje pytań
Można wyróżnić odrębną kategorię pytań, ze względu na pełnione przez nie specjalne funkcje w kwestionariuszu.  

#### Pytania metryczkowe

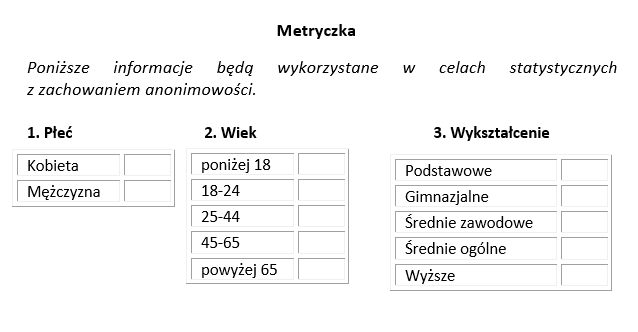
Pytania metryczkowe

Pytania metryczkowe (lub pytania dotyczące respondenta) mają na celu uzyskanie informacji dotyczących cech społeczno-demograficznych respondenta lub jego otoczenia, takich jak płeć, wiek, stan cywilny, posiadane dzieci, aktywność zawodowa, dochody, wykształcenie, miejsce zamieszkania, itp.   
Pytania metryczkowe zwykle umieszcza się w wydzielonej części kwestionariusza, nazywanej metryczką i znajdującej się najczęściej na końcu kwestionariusza. Niektóre pytania metryczkowe (lub ich pogłębienie) mogą się znajdować także w głównej części kwestionariusza.   
Dane uzyskiwane za pomocą pytań metryczkowych pełnią zwykle w analizie rolę zmiennych niezależnych.  

#### Pytania filtrujące

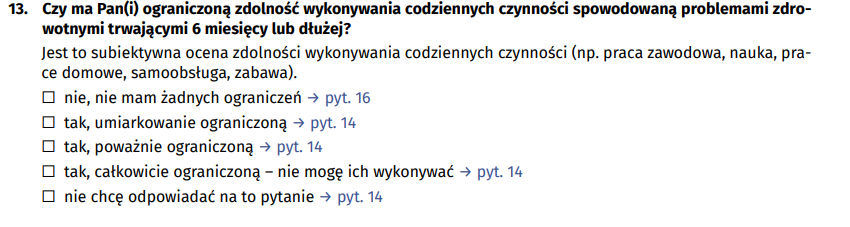
Pytanie filtrujące w Narodowym Spisie Powszechnym w 2011

Pytania filtrujące (także: odsiewające czy selekcyjne) mają za zadanie odsiać grupę respondentów z badanej próby wybraną ze względu na pewne cechy. Respondenci, którzy pozytywnie odpowiedzą na pytania filtrujące, odpowiadają na dodatkowe, przeznaczone dla nich pytania. Respondenci, którzy odpowiedzą na pytanie filtrujące negatywnie (nie spełnią wymogów postawionych przez badacza) pomijają te dodatkowe pytania. Pytania filtrujące pozwalają unikać błędów badawczych związanych z fałszywym założeniem znawstwa czy adresowaniem pytania do niewłaściwej subpopulacji.

#### Pytania sprawdzające
Pytanie sprawdzające (lub pytania kontrolne) mają na celu sprawdzanie wiarygodności odpowiedzi respondenta, w szczególności jego odpowiedzi na pytania zadane wcześniej w wywiadzie. Na ich podstawie przeprowadzana jest analiza spójności odpowiedzi respondenta.  
Zwykle, pomiędzy pytaniami zwykłymi, a pytaniem sprawdzającym zadaje się kilka innych pytań, tak, aby utrudnić respondentowi zauważenie związku między pytaniami. Pytania sprawdzające formułowane są zwykle w odmiennej formie, dotyczą jednak tego samego tematu co pytanie sprawdzane. Zbyt natrętne lub nieostrożne formułowanie pytań sprawdzających może doprowadzić do irytacji respondenta i negatywnie wpłynąć na jego stosunek do wywiadu lub badacza.  

### Budowa pytań

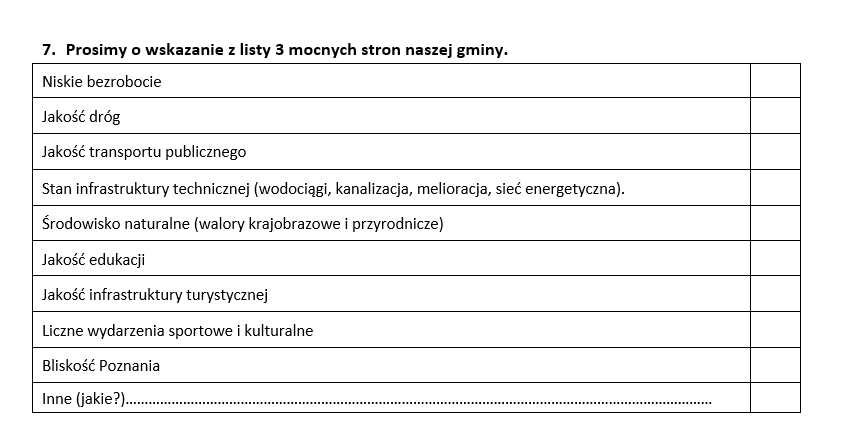
Pytanie półotwarte wielokrotnego wyboru, z kafeterią zakończoną miejscem na własną odpowiedź respondenta

Biorąc pod uwagę budowę pytań rozróżnia się pytania otwarte i zamknięte. Różnica dotyczy oczekiwanej formy odpowiedzi:   
- pytanie zamknięte – pytania, z zamkniętym katalogiem możliwych odpowiedzi. Ograniczenie możliwych odpowiedzi może wynikać z formy pytania (np. pytania zaczynające się od „Czy…” wiążą się z odpowiedziami „Tak” lub „Nie”)[12], albo też może być skutkiem przedstawienia respondentowi listy możliwych odpowiedzi (kafeterii)[13], czy to odczytanej, czy przedstawionej pisemnie[14]. Pytania zamknięte dominują w badaniach ankietowych.
- pytania otwarte – pytania bez zamkniętego katalogu możliwych odpowiedzi. Respondent udziela odpowiedzi w sposób swobodny. Wymagają one jednak większego wysiłku od respondenta, częściej niż pytania zamknięte pozostawione są bez odpowiedzi, trudniej też się je koduje. W wywiadach kwestionariuszowych współwystępują zwykle pytania otwarte i zamknięte[15].
- pytania półotwarte – pytania w których respondentowi proponuje się do wyboru listę odpowiedzi (kafeterię), ma on jednak możliwość wybrania własnej odpowiedzi, spoza proponowanej listy. Zwykle sygnalizuje się to poprzez zaproponowanie jako ostatniej odpowiedzi: „inne…”[16].

### Pytania projekcyjne
W większości badań zadawane pytania zakładają świadomą odpowiedź respondenta. Niekiedy jednak badacz stara się dotrzeć do informacji czy opinii poza jego świadomością. Pytania projekcyjne korzystają w tym celu z mechanizmu projekcji, czyli przypisywania innym osobom własnych cech czy opinii.   
Pytania projekcyjne przybierają trzy formy:  
1. pojedyncze pytanie, w którym prosi się respondenta o ustosunkowanie się do postaw czy zachowań innych ludzi;
2. pytania w formie dialogu – stosowane do wydobycia wypowiedzi trudnych do uzyskania w pytaniach bezpośrednich. Polega to na przedstawieniu fikcyjnego dialogu po którym zadaje się właściwe pytania.
3. pytania historyjki, opowiadania – podobnie jak dialog dotyczą spraw trudnych i skomplikowanych i wymagają czasem zebrania informacji osobistych.

## Przygotowywanie formatu odpowiedzi
Przygotowanie formatu odpowiedzi na pytania jest ważnym elementem procesu przygotowania badania. Prawidłowość formatów odpowiedzi jest warunkiem poprawnych badań kwestionariuszowych.   
Zestawy proponowanych odpowiedzi powinny być:  
- trafne, tzn. powinny się odnosić bezpośrednio do pytania;
- zupełne, tzn. obejmować wszelkie możliwe odpowiedzi;
- rozłączne, tzn. zakresy poszczególnych odpowiedzi nie powinny się pokrywać;
- jednowymiarowe, tzn. odpowiedzi powinny należeć do jednej kategorii (np. niejednowymiarowa byłaby skala odpowiedzi: bardzo wiarygodny/wiarygodny/nieakceptowalny/bardzo nieakceptowalny).

### Skale

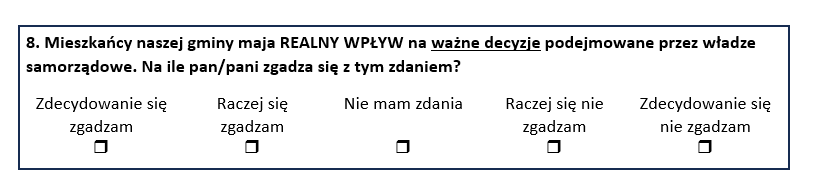
Pytanie zamknięte z odpowiedzią ze skalą Likerta

W pytaniach z zamkniętym formatem odpowiedzi, często stosowane są różnego rodzaju skale. Spośród często stosowanych skal wymienić można:  
- prostą skalę numeryczną - respondent ma udzielić odpowiedzi, wskazując na liczbę naturalną w podanym zakresie. Często bieguny skali określone są słownie (np. „bardzo satysfakcjonujący” - „bardzo niesatysfakcjonujący”);
- skalę słowną - respondent powinien wybrać jedną z zaproponowanych odpowiedzi słownych (np.: „Prawdopodobieństwo bardzo wysokie/wysokie/średnie/niskie/bardzo niskie”);
- skalę o rosnącej intensywności – respondentowi przedstawia się określone słowo (najczęściej przymiotnik, np. „akceptowalny”, „sprawiedliwy”, „trudny”). Powinien on wskazać na skali numerycznej, jak bardzo dane zjawisko odpowiada temu przymiotnikowi (np. „Jak oceniasz sytuację Romów w Polsce?”);
- skalę Likerta;
- skale rankingowe – respondent powinien uporządkować proponowane elementy (itemy) według odpowiedniego kryterium (ważności, częstości, preferencji).

## Błędy w pytaniach

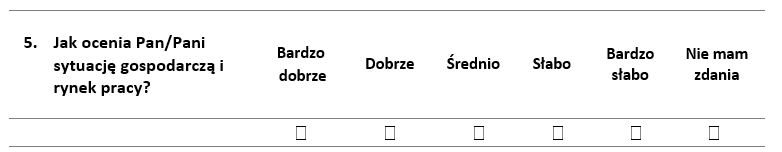
Błędy w pytaniu: pytanie podwójne i niejednoznaczne (brak sprecyzowania, czy chodzi o sytuację lokalną czy w całym kraju).

Podczas formułowania pytań badawczych należy unikać błędów metodologicznych, prowadzących do zniekształcenia wyników, błędów pomiaru czy braków w odpowiedziach.
Często popełnianymi błędami są:
- fałszywe założenie znawstwa – pytanie błędnie zakłada, że respondent zna odpowiedź na to pytanie lub rozumie znaczenie pojęć używanych w pytaniu. Błędu tego można uniknąć np. poprzez poprzedzenie pytania pytaniem filtrującym[22];
- zadawanie pytań dotyczących tylko części respondentów z próby wszystkim respondentom, np. pytanie o opinię o pracodawcy zadawane także osobom niepracującym. Pytania takie powodują zniechęcenie u respondentów. Można ich uniknąć poprzez zadawanie pytań filtrujących[23];
- niejednoznaczność pytania – pytanie nie jest dostatecznie precyzyjne, np. dotyczy opinii o „partii rządzącej”, w sytuacji, gdy rządzi koalicja partii[22];
- pytania sugerujące – naprowadzają respondenta na odpowiedź czy sugerują mu, która odpowiedź jest uznawana za "właściwą"[24];
- pytania podwójne – pytania poruszające dwie lub więcej różnych kwestii, a pozwalające respondentowi ustosunkować się do jednej z nich[24]. W rezultacie badacz nie wie, którego pytania dotyczy udzielona przez respondenta odpowiedź;
- w badaniach ankietowych (w których respondent sam wypełnia kwestionariusz) częstym błędem jest nieczytelna prezentacja graficzna pytania, utrudniająca jego właściwe wypełnienie[25];
- stosowanie przeczeń lub przeczeń wielokrotnych w pytaniu, co utrudnia ich zrozumienie i mocno wpływa na wynik pomiaru[26];
- błędy formatu odpowiedzi, m.in. błędy w skalowaniu, np. niekompletna skala, zbyt krótka kafeteria nie pozwalająca na uzupełnienie, odpowiedzi nierozłączne odpowiedzi nielogicznie przemieszane[23].